# 210 p.n.e.
| [ Edytuj tabelę ] |                                                                          |
| Król Baktrii      | - 230 p.n.e. Eutydemos 200 p.n.e.                                        |
| Król Bitynii      | - 229 p.n.e. Prusjasz I 182 p.n.e.                                       |
| Cesarz Chin       | - 221 p.n.e. Qin Shi Huang 210 p.n.e. - 210 p.n.e. Qin Er Shi 207 p.n.e. |
| Władca Egiptu     | - 221 p.n.e. Ptolemeusz IV 204 p.n.e.                                    |
| Król Ilirii       | - 212 p.n.e. Skerdylaidas 206 p.n.e.                                     |
| Król Kapadocji    | - 220 p.n.e. Ariarates IV 163 p.n.e.                                     |
| Władca Korei      | - 220 p.n.e. Jun 194 p.n.e.                                              |
| Król Macedonii    | - 221 p.n.e. Filip V 179 p.n.e.                                          |
| Król Numidii      | - 215 p.n.e. Syfaks 202 p.n.e.                                           |
| Król Partów       | - 217 p.n.e. Arsakes II 191 p.n.e.                                       |
| Władca Pergamonu  | - 241 p.n.e. Attalos I 197 p.n.e.                                        |
| Król Pontu        | - 220 p.n.e. Mitrydates III 185 p.n.e.                                   |
| Władca Seleucydów | - 223 p.n.e. Antioch III Wielki 187 p.n.e.                               |
| Król Sparty       | - 211 p.n.e. Pelops 199 p.n.e. - 211 p.n.e. Machanidas 207 p.n.e.        |

Rok 210 p.n.e.
stulecia: IV wiek p.n.e. ~
III wiek p.n.e. ~
II wiek p.n.e.

lata: 220 p.n.e. «
214 p.n.e. «
213 p.n.e. «
212 p.n.e. «
211 p.n.e. «
210 p.n.e. »
209 p.n.e. »
208 p.n.e. »
207 p.n.e. »
206 p.n.e. »
200 p.n.e.

## Wydarzenia
Azja
- Chińczycy skończyli budowę wału ziemnego mającego chronić ich przed koczownikami z północy (zobacz: Mur Chiński).
- Powstała Terakotowa Armia.

Europa
- Filon z Bizancjum wynalazł pierwszy termometr.
- II wojna punicka:
  - Bitwa pod Herdonią.
  - Publiusz Korneliusz Scypion dowódcą rzymskich legionów w Hiszpanii.

## Urodzili się
- Ptolemeusz V Epifanes
- Han Huidi

## Zmarli
- Gnejusz Fulwiusz Centumalus, konsul rzymski
- 10 września – Qin Shi Huang, pierwszy cesarz Chin
- Meng Tian, chiński wojskowy